# Горбачи (Львовский район)
Горбачи (укр. Горбачі) — село в Щирецкой поселковой общине Львовского района Львовской области Украины.
Население по переписи 2001 года составляло 753 человека. Занимает площадь 1,86 км². Почтовый индекс — 81176. Телефонный код — 3230.

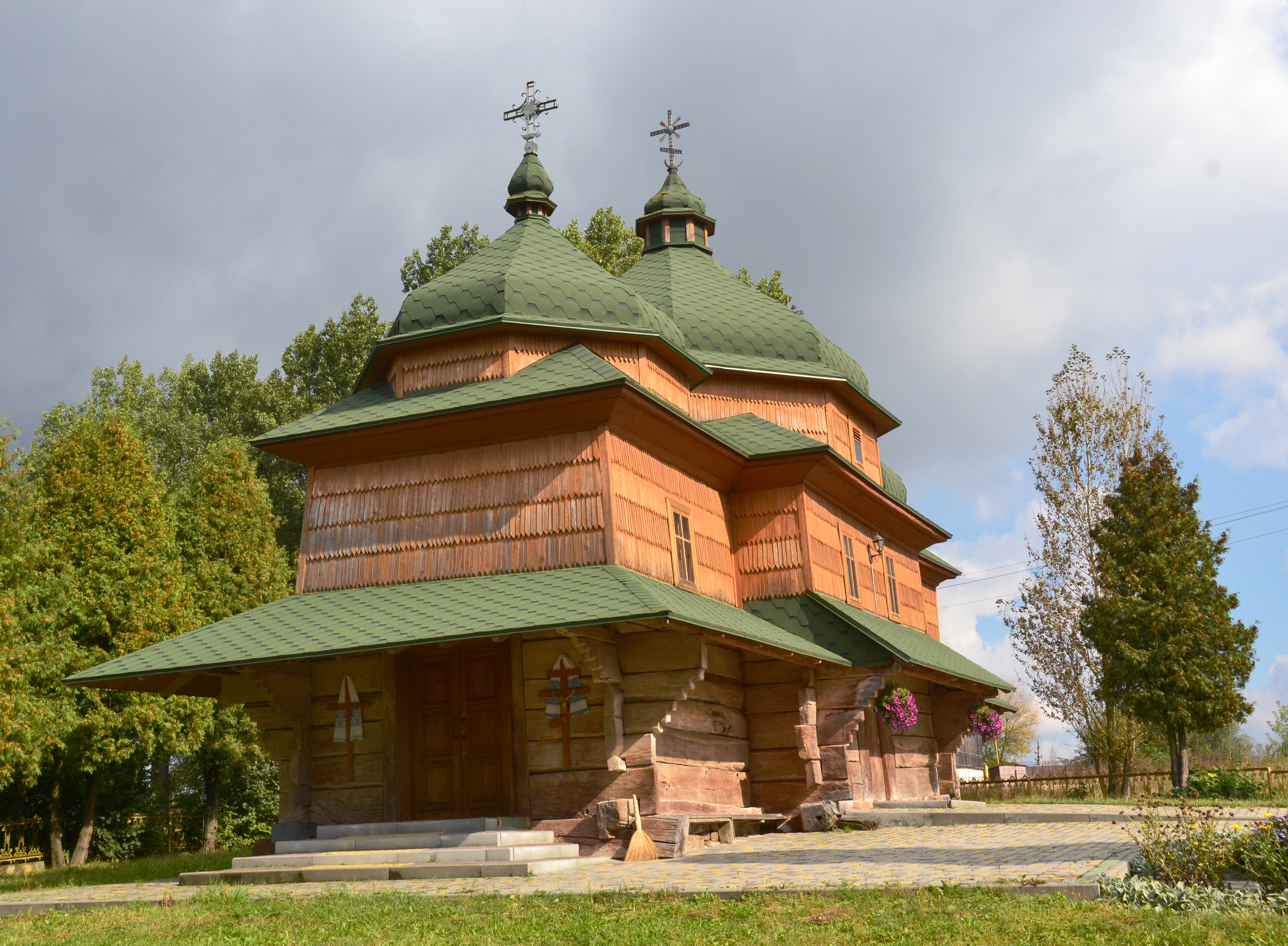
Церковь святого Игнатия, XVIII век